# Kellie Wells
Kellie Wells (Richmond (Virginia), Estados Unidos, 16 de julio de 1982) es una atleta estadounidense, especializada en la prueba de 100 m vallas en la que llegó a ser medallista de bronce olímpica en 2012.

## Carrera deportiva
En los JJ. OO. de Londres 2012 ganó la medalla de bronce en los 100 metros vallas, con un tiempo de 12.48 segundos, llegando a la meta tras la australiana Sally Pearson y su compatriota la estadounidense Dawn Harper.